# Sam Vokes
Samuel Michael „Sam“ Vokes (* 21. Oktober 1989 in Lymington) ist ein in England geborener und für die walisische Nationalmannschaft aktiver Fußballspieler. Der 1,86 Meter große Mittelstürmer steht aktuell bei den Wycombe Wanderers unter Vertrag.

## Sportlicher Werdegang
Der in der südenglischen Hafenstadt Lymington geborene Sam Vokes schloss sich im nahegelegenen Bournemouth der Jugendabteilung des dortigen „Association Football Clubs“ an und kam kurz nach seinem 17. Geburtstag am 5. Dezember 2006 beim 2:0-Sieg gegen Nottingham Forest erstmals in der Profimannschaft zum Einsatz. Der erste Treffer folgte bereits elf Tage später beim 1:1-Auswärtsremis beim FC Gillingham und im Januar 2007 entschloss sich der Drittligist dazu, den kampfstarken Mittelstürmer mit einem Profivertrag für 3½ Jahre längerfristig zu binden. Wenngleich sich die Scouts zahlreicher Großklubs von Newcastle United über Aston Villa hin zu Celtic Glasgow ebenfalls interessiert zeigten, blieb das junge Talent vorerst in der unterklassigen Football League One und steuerte in der Saison 2007/08 zwölf Ligatreffer bei. Er war damit gemeinsam mit Jo Kuffour bester Torschütze, konnte aber den Abstieg der „Cherries“ in die Viertklassigkeit auch nicht verhindern.
Am 23. Mai 2008 unterzeichnete Vokes einen Vierjahresvertrag beim Zweitligisten Wolverhampton Wanderers und traf gleich bei seinem Einstand nach der Einwechselung zum 2:2-Endstand bei Plymouth Argyle am ersten Spieltag der Saison 2008/09. Auch in der Folgezeit festigte er seinen vorzeitigen Status als „treffsicherer Joker von der Bank“ und schoss in der zweiten Ligapartie zwei Tore zum 3:1-Auswärtssieg bei Charlton Athletic. Nach zahlreichen Teilzeiteinsätzen – Vokes stand in 36 Spielen nur vier Mal in der Startformation – bildete er am 10. April nach den Verletzungen von Chris Iwelumo und Sylvan Ebanks-Blake erstmals bei den „Wolves“ mit Andy Keogh gegen den FC Southampton eine Sturmreihe von Beginn an – und traf bereits nach 36 Sekunden. Insgesamt erzielte er in der Saison sechs Tore und half damit mit, dass die „Wolves“ als Zweitligameister in die Premier League aufstiegen. Nach vier Erstligaspielen wurde er aber im Oktober 2009 an den Drittligisten Leeds United ausgeliehen. Bei Leeds kam er zwischen Oktober und Dezember zu neun Einsätzen, in denen er ein Tor erzielte, womit er nur wenig zur Drittligameisterschaft beitrug. Nach seiner Rückkehr zu den „Wolves“ kam er im März 2010 noch zu einem zweiminütigen Kurzeinsatz gegen Meister Manchester United.
Im August 2010 wurde er an den Zweitligisten Bristol City verliehen, wo er aber nur zu einem 13-minütigen Kurzeinsatz kam. Weitere Leihstationen in der Saison 2010/11 waren die Zweitligisten Sheffield United und Norwich City, bei denen er auf insgesamt zehn Ligaeinsätze kam, bei denen ihm für beide je ein Tor gelang. Gegen Ende der Saison folgten dann noch zwei Kurzeinsätze für die „Wolves“. Nach 54 Spielminuten in drei Spielen zu Beginn der Saison 2011/12 wurde er Anfang Oktober 2011 zunächst an den Zweitligisten FC Burnley ausgeliehen, bei dem er in neun Spielen zwei Tore erzielte. Ende Januar 2012 wurde er dann an Zweitligaaufsteiger Brighton & Hove Albion verliehen. Dort gelangen ihm in 14 Spielen drei Tore, womit er dazu beitrug, dass der Liganeuling Platz 10 belegte.
Im Juli 2012 wechselte er dann für 635.000 Euro zum FC Burnley, bei dem er ja schon in der Vorsaison leihweise gespielt hatte. In seiner ersten kompletten Saison bei Burnley traf er in 46 Ligaspielen zwar nur viermal, aber Burnley verbesserte sich in der Abschlusstabelle um zwei Plätze. Besser lief es in der folgenden Saison: in 39 Spielen erzielte er 20 Tore und war damit einer der vier fünftbesten Torschützen, womit er Burnley zur Vizemeisterschaft und Aufstieg in die Premier League verhalf. Dies führte auch dazu, dass der Verein seinen Vertrag bis 2017 verlängerte. Mehr Einsätze waren für ihn aufgrund eines Ende März 2014 im Spiel gegen Leicester City erlittenen Kreuzbandrisses nicht möglich. Er kam dann in der Premier League Saison 2014/15 auch erst am Boxing Day 2014 wieder zum Einsatz und brachte es nur auf insgesamt 15 Erstligaspiele, in denen ihm aber kein Tor gelang. Als Vorletzter stieg Burnley auch umgehend wieder in die zweite Liga ab. Hier erzielte er in 43 Zweitligaspielen 15 Tore und damit mehr als ein Fünftel der Tore Burnleys. Er hatte als bester Torschütze der „Clarets“ damit wesentlichen Anteil an der Zweitligameisterschaft und dem erneuten Aufstieg in die Premier League.

## Nationalmannschaft

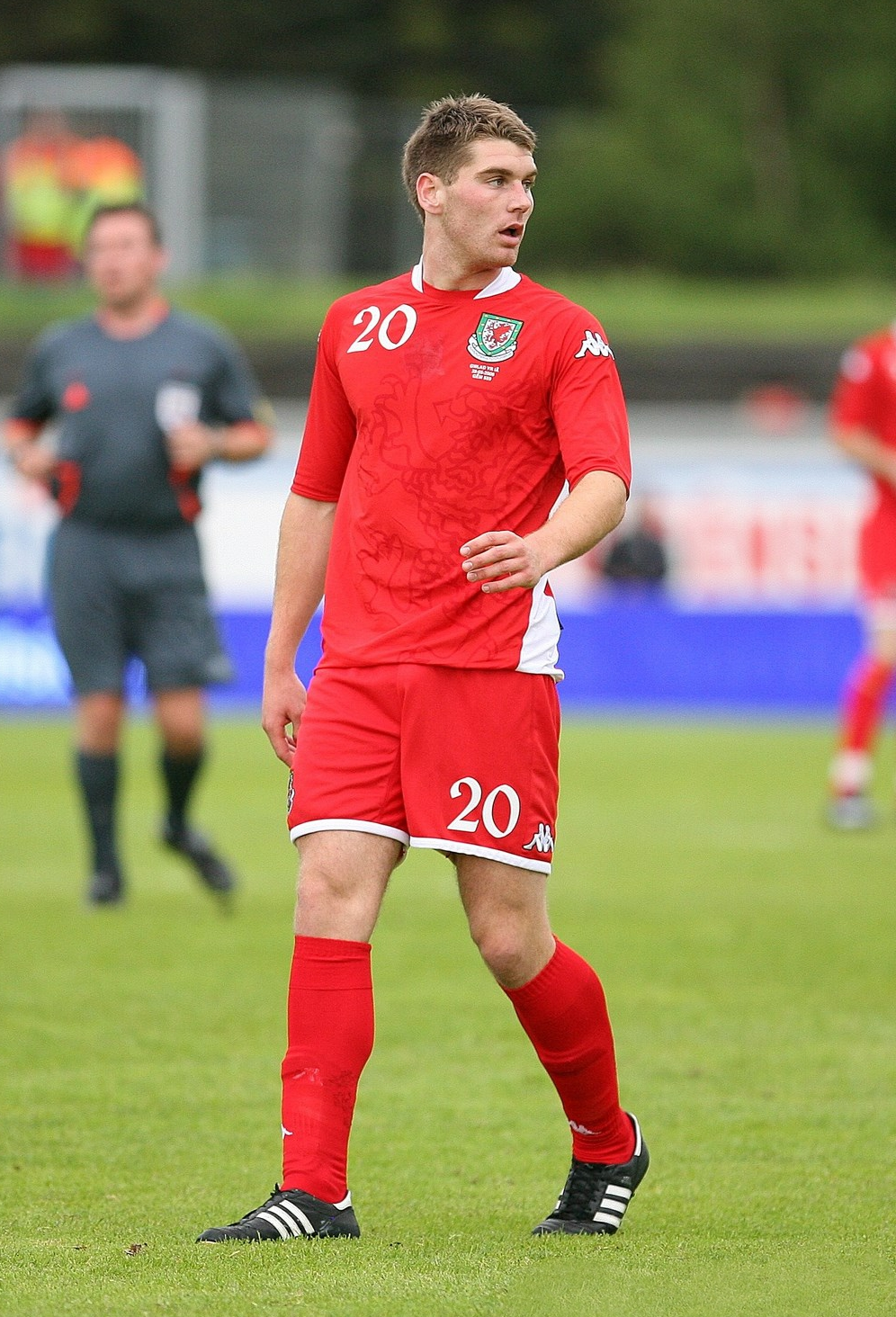
Vokes bei seinem Nationalelfdebüt gegen Island (2008)

Aufgrund seines in Wales geborenen Großvaters ist Sam Vokes trotz seines englischen Geburtsorts für die walisische Nationalmannschaft spielberechtigt. Am 6. Februar 2007 debütierte er für die walisische U-21-Auswahl gegen Nordirland und steuerte einen Treffer zum 4:0-Sieg bei. Er entwickelte sich während der Qualifikation zur U-21-Europameisterschaft zum Stammspieler und wurde zudem in den Kader der A-Nationalmannschaft berufen. Beim 1:0-Freundschaftsspielsieg gegen Island feierte er dort am 28. Mai 2008 seinen Einstand, als er in der 49. Minute eingewechselt wurde. In den nächsten 19 Spielen der Waliser kam er zu 15 Einsätzen, aber nie über 90 Minuten. Am 6. September 2008 erzielte er in seinem dritten Länderspiel beim 1:0-Sieg gegen Aserbaidschan im ersten Spiel der WM-Qualifikation sein erstes Tor elf Minuten nachdem er eingewechselt wurde. Insgesamt kam er in der erfolglos verlaufenen Qualifikation zu sieben Einsätzen. Nach seinem 16. Spiel musste er ein Jahr auf seinen nächsten Einsatz warten und saß bei sechs Spielen nur einmal auf der Bank. Nachdem er im Mai 2011 bei zwei Spielen je einmal aus- und eingewechselt wurde, folgte eine erneute Pause von fünf Spielen. In diese Zeit fiel die erneut ohne Erfolg verlaufende Qualifikation für die EM 2012, bei der er zu keinem Einsatz kam.
Als er dann am 12. November 2011 beim 4:1-Sieg im Freundschaftsspiel gegen Norwegen in der 70. Minute beim Stand von 2:1 eingewechselt wurde, gelangen ihm in den Schlussminuten noch die beiden letzten Tore und damit sein erster „Doppelpack“. In den nächsten 17 Spielen kam er dann zu 12 Einsätzen, darunter fünf in der Qualifikation für die WM 2014, bei der die Waliser nur Fünfte in ihrer Gruppe wurden. Dabei spielte er am 10. September 2013 beim 0:3 gegen Serbien in seinem 28. Länderspiel erstmals über 90 Minuten. Sein zweites Spiel über 90 Minuten bestritt er am 5. März 2014 beim Freundschaftsspiel gegen Island und erzielte dabei erstmals ein Tor, als er in der Startelf stand. Zuvor konnte er nur Jokertore erzielen.
Nach dem Ende März 2014 erlittenen Kreuzbandriss verpasste er die ersten vier Spiele der Qualifikation für die EM 2016, in denen die Waliser mit zwei Siegen und zwei Remis den Grundstein für die spätere erfolgreiche Qualifikation legen. In den letzten sechs Qualifikationsspielen konnte er dann seinen Beitrag dazu leisten, auch wenn er dabei in fünf Spielen nur eingewechselt wurde und erst im letzten Spiel, als die Qualifikation schon fest stand über 90 Minuten spielte.
Er kam dann auch in zwei der drei anschließenden Freundschaftsspiele zum Einsatz und wurde in das Aufgebot von Wales aufgenommen, das die Waliser bei der Fußball-Europameisterschaft 2016 in Frankreich vertreten soll – der ersten Teilnahme an einer EM-Endrunde überhaupt. Nachdem er in den ersten beiden Vorrunden-Spielen nur auf der Bank gesessen hatte, kam er im dritten Spiel beim 3:0 gegen Russland von der Startaufstellung aus zu seinem ersten Einsatz bei einer Fußball-Europameisterschaft. Auch im ersten K.-o.-Spiel gegen Nordirland stand er in der ersten Elf. Im Viertelfinalspiel köpfte er wenige Minuten nach seiner Einwechslung zum 3:1-Endstand gegen Belgien ins Tor. Im Halbfinale wurde er eingewechselt, als Gegner Portugal durch einen Doppelschlag mit 2:0 in Führung gegangen war. Dies blieb aber bis zum Ende der Spielstand und Wales schied aus.

## Erfolge
- Zweitligameister 2008/09 (mit Wolverhampton) und 2015/16 (mit Burnley)